# Andrew (Alberta)
Andrew es un pueblo en el centro de Alberta, Canadá, que está al noreste de Edmonton. En Andrew se encuentra la mayor atracción de patos en el mundo, que forma parte de los Gigantes de las Praderas. Su oficina de correos se estableció el 2 de marzo de 1902. La comunidad lleva el nombre de Andrew Whitford, uno de los primeros colonos.

## Residentes notables
Ed Stelmach se convirtió en el primer ministro electo de Alberta para suceder a Ralph Klein el 3 de diciembre de 2006. Fue el resultado de la elección del Partido Conservador Progresista provincial para elegir un nuevo líder. Stelmach había quedado en tercer lugar, pero se impuso en la carrera a los favoritos. Se convirtió oficialmente en primer ministro de la provincia el 14 de diciembre de 2006.

## Demografía
En el Censo de Población de 2016 realizado por Statistics Canada, el pueblo de Andrew registró una población de 425 habitantes viviendo en 201 de sus 266 viviendas privadas totales, un cambio de 12,1% con respecto a su población de 2011 de 379. Con una superficie de terreno de 1,17 km² (0,5 mi²), tenía una densidad de población de 363,2/km en 2016.

En el censo de 2011, el pueblo de Andrew tenía una población de 379 habitantes que vivían en 203 de sus 254 viviendas totales, un cambio de -18,5% con respecto a su población de 2006 de 465. Con una superficie de terreno de 1,23 km² (0,5 mi²), tenía una densidad de población de 308,1/km en 2011.

## Clima
| Parámetros climáticos promedio de     | Parámetros climáticos promedio de | Parámetros climáticos promedio de | Parámetros climáticos promedio de | Parámetros climáticos promedio de | Parámetros climáticos promedio de | Parámetros climáticos promedio de | Parámetros climáticos promedio de | Parámetros climáticos promedio de | Parámetros climáticos promedio de | Parámetros climáticos promedio de | Parámetros climáticos promedio de | Parámetros climáticos promedio de | Parámetros climáticos promedio de |
| Mes                                   | Ene.                              | Feb.                              | Mar.                              | Abr.                              | May.                              | Jun.                              | Jul.                              | Ago.                              | Sep.                              | Oct.                              | Nov.                              | Dic.                              | Anual                             |
| ------------------------------------- | --------------------------------- | --------------------------------- | --------------------------------- | --------------------------------- | --------------------------------- | --------------------------------- | --------------------------------- | --------------------------------- | --------------------------------- | --------------------------------- | --------------------------------- | --------------------------------- | --------------------------------- |
| Temp. máx. abs. (°C)                  | 10.0                              | 11.0                              | 16.0                              | 32.2                              | 35.0                              | 37.0                              | 36.0                              | 35.0                              | 33.0                              | 28.5                              | 18.3                              | 10.0                              | 37.0                              |
| Temp. máx. media (°C)                 | -8.1                              | -5.0                              | 0.5                               | 11.3                              | 18.3                              | 21.6                              | 23.5                              | 22.7                              | 16.7                              | 9.3                               | -1.5                              | -6.7                              | 8.5                               |
| Temp. media (°C)                      | -13.4                             | -10.6                             | -5.0                              | 4.7                               | 11.1                              | 15.0                              | 17.0                              | 16.0                              | 10.4                              | 3.7                               | -6                                | -11.8                             | 2.6                               |
| Temp. mín. media (°C)                 | -18.7                             | -16.2                             | -10.5                             | -2.0                              | 3.9                               | 8.4                               | 10.6                              | 9.3                               | 4.0                               | -2.0                              | -10.4                             | -16.7                             | -3.4                              |
| Temp. mín. abs. (°C)                  | -44.0                             | -45.0                             | -38.0                             | -26.7                             | -10.3                             | -1.0                              | 2                                 | -2.0                              | -8.0                              | -22.0                             | -35.0                             | -44.4                             | -45.0                             |
| Precipitación total (mm)              | 18.7                              | 10.6                              | 17.3                              | 20.2                              | 37.5                              | 76.3                              | 91.3                              | 56.5                              | 39.3                              | 15.3                              | 14.8                              | 13.7                              | 411.5                             |
| Lluvias (mm)                          | 0.2                               | 0.0                               | 0.3                               | 13.3                              | 35.0                              | 76.3                              | 91.3                              | 56.2                              | 39.2                              | 9.7                               | 0.7                               | 0.0                               | 322.1                             |
| Nevadas (cm)                          | 18.5                              | 10.6                              | 17.0                              | 7.0                               | 2.5                               | 0                                 | 0                                 | 0.3                               | 0.2                               | 5.6                               | 14.0                              | 13.6                              | 89.3                              |
| Días de precipitaciones (≥ 0.2 mm)    | 6.5                               | 3.9                               | 4.4                               | 3.9                               | 8.2                               | 12.4                              | 12.9                              | 11.4                              | 9.2                               | 4.7                               | 5.0                               | 5.4                               | 87.9                              |
| Días de lluvias (≥ 0.2 mm)            | 0.1                               | 0.0                               | 0.2                               | 2.6                               | 8.1                               | 12.4                              | 12.9                              | 11.4                              | 9.1                               | 3.8                               | 0.5                               | 0.1                               | 61.0                              |
| Días de nevadas (≥ 0.2 cm)            | 6.4                               | 3.9                               | 4.2                               | 1.5                               | 0.2                               | 0.0                               | 0.0                               | 0.0                               | 0.2                               | 1.1                               | 4.5                               | 5.3                               | 27.4                              |
| Fuente n.º 1: Environment Canada      |                                   |                                   |                                   |                                   |                                   |                                   |                                   |                                   |                                   |                                   |                                   |                                   |                                   |
| Fuente n.º 2: Precipitation Days Only |                                   |                                   |                                   |                                   |                                   |                                   |                                   |                                   |                                   |                                   |                                   |                                   |                                   |